# Une bible et un fusil
Pour les articles homonymes, voir Bible.
Série
Cent Dollars pour un shérif
(1969)
Pour plus de détails, voir Fiche technique et Distribution.
Une bible et un fusil (Rooster Cogburn) est un film américain réalisé par Stuart Millar, sorti en 1975. Ce film reprend le personnage créé par Charles Portis dans son roman True Grit et fait suite à Cent Dollars pour un shérif (True Grit) de Henry Hathaway, dans lequel John Wayne incarne le marshal Rooster Cogburn.
Le film suit le marshal Rooster Cogburn (John Wayne), aux méthodes musclées et au caractère bourru, qui tente de retrouver un chariot d'explosif volé par des malfaiteurs. Il est accompagné dans cette expédition d'Eula Goodnight (Katharine Hepburn), une institutrice fille de pasteur au comportement plus pondéré, qui veut venger son père abattu par ces mêmes bandits, et d'un jeune indien nommé Wolf (Richard Romancito).

## Synopsis
Dans l'Arkansas, dans les années 1880, Rooster Cogburn, marshal fédéral, réputé pour ses manières aussi efficaces qu'expéditives, se voit finalement retirer son étoile par le juge Parker (John McIntire). Néanmoins, celui-ci se retrouve bientôt dans l'obligation de faire de nouveau appel aux services du policier zélé quand un convoi de l'armée se fait dérober des armes et des explosifs, dont de la nitroglycérine.
Suivant la piste des voleurs conduits par Hawk (Richard Jordan) et guidés par le métis Breed (Anthony Zerbe) qui fut son ami, Cogburn arrive bientôt à une communauté qu'a traversé leur petite bande, tuant au passage plusieurs citoyens, ainsi que le pasteur. Cogburn impose à la fille du pasteur, Eula Goodnight, de l'accompagner au relais le plus proche afin d'assurer sa sécurité. Mais arrivés sur place, Eula achète une winchester et, malgré les réticences de Cogburn, se joint à lui afin de venger son père. Son érudition et son zèle religieux s'opposent au caractère fruste et bougon du marshal.
Accompagnés d'un jeune indien, Wolf, ils rattrapent rapidement la petite troupe, ralentie par le chariot d'explosifs, et lui tendent une embuscade. Deux des malfaiteurs sont tués et ceux-ci doivent abandonner le chariot. À cette occasion, Eula démontre ses qualités de tireuse. Cogburn et ses compagnons récupèrent les explosifs mais sont poursuivis par les malfrats, qui veulent les récupérer afin de piller une banque. Ceux-ci s'emparent de Wolf, mais il réussit à s'échapper, et Eula, suivant les instructions du marshal, les dissuade d'attaquer en utilisant la mitrailleuse Gatling qui se trouve dans le chariot. Wolf disperse les chevaux des truands, et ils peuvent fuir à nouveau.
Alors qu'ils traversent une rivière sur un bac, l'un des bandits, Luke, tente d'abattre Cogburn, mais il est lui-même tué par Breed, qui devait la vie au marshal. Cogburn coupe la corde qui les reliait à la rive et, transformant le bac en radeau, descend la rivière avec ses compagnons. Rentrant au campement, Breed tente de convaincre Hawk que c'est Cogburn qui a abattu Luke, mais celui-ci, méfiant car Breed n'a utilisé qu'une seule balle, précipite le métis du haut d'une falaise.
Les hors la loi tentent d'arrêter le radeau en lui tendant une embuscade en aval, mais Cogburn riposte avec la mitrailleuse, et les fugitifs sont bientôt pris dans les rapides du cours d'eau, où ils perdent celle-ci. Après une traversée tumultueuse, ils aperçoivent les bandits qui les attendent sur la berge. Ils confient alors au courant les caisses de nitroglycérine, et tandis que les malfrats tentent de les récupérer, Cogburn, qui simulait une blessure mortelle, tire dessus et les fait exploser, exterminant toute la bande.
Bien que satisfait d'avoir mené sa mission à bien, Cogburn est convaincu que le juge Parker, à qui il avait promis de ramener Hawk vivant, refusera de lui rendre son étoile à titre définitif. Mais la défense d'Eula, qui prétend avoir elle-même tué Hawk, fait la différence et Cogburn est rétabli dans ses fonctions de marshal. Cogburn, qui reprend sa vie vagabonde, et Eula, qui retourne à sa communauté, se séparent en bons termes, manifestant un respect mutuel.

## Fiche technique
- Titre : Une bible et un fusil
- Titre original : Rooster Cogburn
- Réalisation : Stuart Millar
- Société de production : Universal Pictures et Hal Wallis Productions
- Scénario : Martha Hyer (sous le pseudonyme de Martin Julien), d'après le personnage du roman True Grit de Charles Portis
- Musique : Laurence Rosenthal
- Photographie : Harry Stradling Jr.
- Montage : Robert Swink
- Direction artistique : E. Preston Ames
- Décorateur de plateau : George R. Nelson
- Création des costumes : Luster Bayless et Edith Head pour Katharine Hepburn
- Producteur : Hal Wallis
- Producteur associé : Paul Nathan
- Sociétés de production : Universal Pictures, Hal Wallis Productions
- Pays d'origine : États-Unis
- Format : Couleur (Technicolor) - Son : Mono (Westrex Recording System)
- Genre : Western
- Durée : 108 minutes
- Date de sortie : États-Unis : 17 octobre 1975 (New York)
- Affiche : Bill Gold (États-Unis, France)

## Distribution
- John Wayne (VF : Jean Martinelli) : Reuben « Rooster » Cogburn
- Katharine Hepburn (VF : Paule Emanuele) : Eula Goodnight
- Anthony Zerbe (VF : Marc de Georgi) : Breed, le métis
- Richard Jordan (VF : Dominique Paturel) : Hawk
- John McIntire (VF : Jean Violette) : le juge Parker
- Richard Romancito (VF : Thierry Bourdon) : Wolf
- Jack Colvin (VF : Jacques Richard) : Red
- Paul Koslo (VF : Jacques Balutin) : Luke
- Jon Lormer (VF : Raoul Delfosse) : le révérend Goodnight
- Strother Martin (VF : Henri Labussière) : Shanghai Mac Coy
- Jerry Gatlin : Noss
- Lane Smith : un des hommes de Wolf
- Warren Vanders (VF : Pierre Fromont) : Backby
- Andrew Prine : le mari de Fiona (non crédité)

## Autour du film
- Le rôle du juge Parker (déjà présent dans le premier film) est tenu par John McIntire en remplacement de James Westerfield, mort en 1971.

### DVD / Blu-ray
Le film est disponible sur les supports DVD et Blu-ray en France :
- Une bible et un fusil (DVD-9 Keep Case) sorti le 26 août 2003 édité par Universal Pictures France et distribué par Universal Pictures Vidéo France. Le ratio écran est en 2.35:1 cinémascope 16:9. L'audio est en Français, Anglais, Allemand, Italien et Espagnol 2.0 Dolby Digital avec présence de 16 sous-titres de langues différentes. Pas de suppléments. La durée du métrage est de 108 minutes. Il s'agit d'une édition Zone 2 Pal[1] ;
- Une bible et un fusil (BD-50 Blu-ray) sorti le 4 juin 2013 édité par Universal Pictures France et distribué par Universal Pictures Vidéo France. Le ratio écran est en 2.35:1 1080p cinémascope 16:9 natif. L'audio est en Français, Allemand, Italien et Espagnol 2.0 Dolby Digital et Anglais 2.0 DTS HD avec présence de sous-titres français. Pas de suppléments. La durée du métrage est de 108 minutes. Il s'agit d'une édition Zone A, B et C[2].